# Malý Uzeň
Malý Uzeň (rusky Малый Узень) je řeka v Saratovské oblasti v Rusku a v Západokazachstánské oblasti v Kazachstánu. Je 638 km dlouhá. Povodí má rozlohu 18 250 km².

## Průběh toku
Ústí do bezodtokých Kamyš-Samarských jezer.

## Vodní stav
Zdroj vody je převážně sněhový. Na jaře hladina vody prudce stoupá a řeka se rozlévá, zatímco v létě na některých oddělených úsecích vysychá. Průměrný roční průtok vody u vesnice Malyj Uzeň činí 3,4 m³/s a maximální 782 m³/s. Zamrzá na konci listopadu a rozmrzá v dubnu.

## Využití
Voda se využívá na zavlažování.